# 水埠水库
水埠水库是中国福建省三明市泰宁县境内的一座水库，位于金溪支流北溪上，建于1978年。水库正常库容为1025万立方米，集雨面积为23平方千米，海拔为680.6米。